# Port lotniczy San Luis
Port lotniczy San Luis (hiszp. Aeródromo de San Luis, kod ICAO: LESL) – lotnisko znajdujące się w miejscowości Mahon na Balearach (Minorka).